# Зелёный Фонарь
Зелёный Фонарь (англ. Green Lantern) — имя множества вымышленных персонажей, супергероев, появлявшихся в комиксах, издаваемых компанией DC Comics. Первый, Алан Скотт, был создан автором Биллом Фингером и художником Мартином Ноделлом в All-American Comics #16 (июль, 1940).
Каждый Зелёный Фонарь обладает кольцом силы, дающим ему огромный контроль над физическим миром, пока у обладателя достаточно силы воли и физической силы, чтобы использовать его. Хотя кольцо Зелёного Фонаря Золотого века Алана Скотта питала магия самого кольца, кольца всех последующих Фонарей были технологическим созданием Стражей Вселенной, которые даровали их только достойным кандидатам. Они образуют межгалактическую полицию, известную как Корпус Зелёных Фонарей.
После Второй мировой войны, когда продажи комиксов о супергероях в целом упали, DC перестала издавать новые приключения Алана Скотта как Зелёного Фонаря. С началом Серебряного века комиксов в конце 1950-х редактор Юлиус Шварц назначил сценариста Джона Брума и художника Джила Кейна возродить персонажа Зелёного Фонаря, на сей раз как лётчика-испытателя Хэла Джордана, который стал членом-учредителем Лиги Справедливости. В начале 1970-х автор Дэннис О’Нил и художник Нил Адамс объединили Зелёного Фонаря с лучником Зелёной Стрелой в поворотных, социально сознательных и удостоенных наград историях, противопоставивших ориентированного на закон и порядок Фонаря популизму Зелёной Стрелы. Последовали несколько серий на космическую тему, как и случайные разные персонажи в роли Зелёных Фонарей Земли. Самые выделяющиеся из них — Джон Стюарт, Гай Гарднер и Кайл Райнер.
Каждый из Зелёных Фонарей Земли был членом либо Общества Справедливости Америки, либо Лиги Справедливости Америки, а Джон Стюарт был одним из основных персонажей в мультсериалах «Лига Справедливости» и «Лига Справедливости без границ» (Justice League Unlimited). Зелёные Фонари часто изображаются как близкие друзья разных людей, бывших Флэшем, самая заметная дружба между Аланом Скоттом и Джеем Гарриком (Зелёным Фонарём и Флэшем Золотого века), Хэлом Джорданом и Барри Алленом (Зелёным Фонарём и Флэшем Серебряного века) и Кайлом Райнером и Уолли Уэстом (Зелёным Фонарём и Флэшем современности).

## История публикаций

### Золотой век
Зелёный Фонарь был создан художником Мартином Ноделлом (под псевдонимом Мартин Деллон) и Билом Фингером. Впервые он появился в Золотом веке комиксов в All-American Comics #16 в июле 1940 года, опубликованный All-American Publications, одной из трёх компаний, которые, впоследствии объединились и создали DC Comics. Первый Зелёный Фонарь, Алан Скотт был железнодорожным рабочим, который стал обладателем магического Фонаря после железнодорожной катастрофы. Из него он создал первое кольцо Силы, которое дало ему почти неограниченные возможности. Ограничение лишь одно — кольцо должно заряжаться от Фонаря каждые 24 часа, касаясь его в центре.
Изначально, Мартин Ноделл планировал сделать альтер эго Зелёного Фонаря Алана Лэдда (англ. Alan Ladd), что является изменённым аналогом имени Аладдин (англ. Aladdin), который так же имел волшебную лампу и кольцо. DC Comics посчитала, что такая игра слов будет отвлекающей и глупой и в первой публикации имя было изменено на Алан Скотт.
Зелёный Фонарь был популярным персонажем в 1940 году: появлялся в выпусках издательства All-American Publications, в собственной сюжетной линии, а также в роли второго плана в серии Comic Cavalcade вместе с Флэшем и Чудо-женщиной. Он стал одним из членов Общества Справедливости Америки, чьи приключения печатались в All Star Comics. После Второй мировой войны популярность супергероев пошла на спад. Серия комиксов о Зелёном Фонаре была отменена с #38 (май-июнь 1949 года).

### Серебряный век

Обложка выпуска Showcase #22 (октябрь, 1959) — первое появление Хэла Джордана.

В конце 1950-х годов, DC Comics успешно возродила популярность супергероев, что стало началом Серебряного века комиксов. Первыми
выпущенными номерами стал Showcase #4 в сентябре 1959 года, а Зелёный Фонарь появился в продаже в октябре того же года, с номера Showcase #22.
Новым Зелёным Фонарём стал Хэл Джордан — лётчик-испытатель, который получил кольцо от умирающего Абин Сура, и позже стал членом Корпуса Зелёных Фонарей. Кольца, которым обладали члены Корпуса, обладали слабостью к жёлтому цвету из-за примеси в кольце. Создание Хэла Джордана было мотивировано тем, чтобы создать более научно-фантастического героя, так как редактор Юлиус Шварц был давним поклонником этого жанра. Серебряный век Зелёного Фонаря был уникален по нескольким причинам. Он был первым супергероем, который постоянно контактировал со своей семьёй. В Серебряном веке Джоном Блумом и Джилом Кейном было издано несколько специальных изданий в твердом переплёте о приключениях молодого аэрокосмического механика, инуита по имени Томас Калмаку. При создании Хэла Джордана, художник Джил Кейн увидел его красивым, высоким, атлетически сложенным мужчиной, похожим на киногероев, которых играет актёр Пол Ньюман, тем самым, Ньюман стал «ничего не подозревающей моделью». Характер и манеру поведения героя Кейн создавал исходя из представления, как бы повёл себя Ньюман в той или иной ситуации. В результате этого, сходство Хэла Джордана и Пола Ньюмана, особенно в ранних приключениях, очень заметно.
Джордан стал одним из основателей Лиги Справедливости Америки, а также, в выпуске #40 (октябрь 1965 года), он встретился со своим предшественником из Золотого века, который был создан в качестве параллельной Вселенной, в результате чего Алан Скотт жил на Земле-2, а Джордан — на Земле-1. Между ними завязалась тесная дружба и периодически они приходили друг другу на помощь. Хэл Джордан, также, стал близким другом Барри Аллену, одному из инкарнаций Флэша, и часто появлялся с ним в комиксах в качестве дуэта.

### Последующие события

Обложка выпуска Green Lantern & Green Arrow #76 (апрель, 1970) — первое появление дуэта Зелёной Стрелы и Хэла Джордана

Начиная с № 76 (апрель 1970 года) в серии произошли значительные сюжетные и стилистические изменения. Редактор Юлиус Шварц и писатели-художники Денни О’Нил и Нил Адамс ввели нового персонажа — Зелёную Стрелу, сделав его уличным борцом за справедливость, бунтарём, выходцем из рабочего класса. В паре с законоориентированным блюстителем порядка Зелёным Фонарём они дали начало более новаторской и социально ориентированной серии комиксов. Кроме того, одновременно с запуском новой серии был опубликован рассказ «Snowbirds Don't Fly» (в № 85 и № 86), героем в которых стал подросток Спиди (позже стал героем по имени Красная Стрела). Серии упоминались в таких изданиях как «New York Times», «Wall Street Journal» и «Newsweek», как пример успешного «роста» комиксов. Однако, авторов не ждал коммерческий успех — после 14-ти основных изданий и двух дополнительных серия была отменена.
В 2004—2005 годах вышла серия «Зелёный Фонарь: Возрождение» (англ. «Green Lantern: Rebirth»), под авторством писателя Джеффа Джонса, где в качестве Зелёного Фонаря выступал Хэл Джордан. Джонс заложил основу для серии «Темнейшая ночь» (англ. Blackest Night), первый номер которой был выпущен 13 июля 2010 года, и стала третьей частью трилогии «Возрождение». Опираясь на мифологию Зелёного Фонаря, Джеффом Джонсом и художником Итаном ван Скивером в 2007 году была выпущена серия «Война корпуса Синестро» (англ. Sinestro Corps War), которая добилась широкого признания критиков коммерческого успеха, и, в свою очередь, дала толчок к зарождению историй о «цветных» Фонарях.

### Награды
За полувековую историю серия получила множество наград, в том числе:
- Alley Award (1961 год) в номинации Лучший приключенческий герой/героиня с собственной серией книг;
- Shazam Award а номинации Лучший сиквел книги (1970 год) и Лучших индивидуальный сценарий («No Evil Shall Escape My Sight», Green Lantern vol. 2, #76, авторы Деннис О’Нил и Нил Адамс), а также в 1971 году за Лучший индивидуальный сценарий («Snowbirds Don’t Fly», Green Lantern vol. 2, #85, авторы Деннис О’Нил и Нил Адамс.)

Писатель Деннис О’Нил в 1979 году получил премию Shazam Writer, за свою работу над комиксами Зелёного Фонаря, Бэтмена и Супермена, а художник Нил Адамс был отмечен как лучший художник за работу над Зелёным Фонарём и Бэтменом.
В июне 2001 года, в Green Lantern # 137, в сюжетной линии появился персонаж Кайла Райнера, друг и ассистент которого Терри Берг был гомосексуалистом. Автором которого стал Джадд Виник. В Green Lantern # 154 (ноябрь 2001 года) был опубликован рассказ «Преступление на почве ненависти» (англ. «Hate Crime»), который получил признание СМИ. В рассказе шла речь о том, как Берг был избит в результате гомофобной атаки. Виник дал интервью на «Шоу Фила Донахью» 15 августа 2002 года и прокомментировал такой выбор сюжетной линии, а позже получил за рассказ две премии GLAAD Awards.
Готовящийся к выпуску в 2011 году полнометражный фильм «Зелёный Фонарь», получил в 2010 году премию Spike Scream Award как «Самый ожидаемый фильм года».

### Фильм
В экранизации комикса под руководством режиссёра Мартина Кэмпбелла роль Зелёного Фонаря Хэла Джордана исполнил актёр Райан Рейнольдс. Премьера фильма в России 16 июня 2011 года. В основу фильма легла серия «Emerald Dawn», в которой рассказывается история становления Хэла Джордана в роли супергероя. Главными антагонистами выступают космический паразит Параллакс и мутант Гектор Хаммонд.

## Вымышленные биографии

### Золотой век

#### Алан Скотт

Алан Скотт. Художник Алекс Росс.

История Алана Скотта в качестве Зелёного Фонаря началась тысячи лет назад, когда на Землю, на территории Древнего Китая, упало мистическое «зелёное пламя». Голос пламени сказал, что он сыграет свою роль трижды: первый раз он принесёт смерть (изготовителя ламп, который создал фонарь из зелёного вещества упавшего метеора, местные жители предали смерти, чтобы уничтожить внезапный всплеск зелёного пламени), второй раз — вдохнёт жизнь (в наше время, фонарь оказался у пациента психиатрического отделения и своим зелёным светом восстановил его здравомыслие и вернул к нормальной жизни), и третий раз — чтобы дать силу. В 1940 году фонарь попал в руки Алана Скотта, молодого инженера. После железнодорожной аварии он стал единственным, кто чудом выжил. Зелёное пламя вручило ему кольцо силы, что дало ему безграничные возможности. Он принял его и стал борцом с преступностью и несправедливостью, супергероем и одним из основателей Общества Справедливости Америки.
После Кризиса на Бесконечных Землях была опубликована серия «Tales of the Green Lantern Corps», где выясняется, что Скотт — не первый Зелёный Фонарь с Земли, его предшественником был Зелёный Фонарь по имени Ялан Гур, житель Китая.
В кино Алан появился в сериале «Тайны Смолвилля», где он упомянут как член Общества Справедливости Америки. Его показали на плёнке, на которой можно заметить его кольцо.

### Серебряный век

#### Хэл Джордан

Хэл Джордан. Художник Алекс Росс.

Вторым и наиболее популярным Зелёным Фонарём стал Хэл Джордан — лётчик-испытатель компании «Феррис Эйркрафт», который последовал по стопам своего отца, Мартина Джордана. Хэл получил своё кольцо силы от умирающего Зелёного Фонаря Абин Сура, корабль которого потерпел крушение на Земле. Абин Сур использовал своё кольцо, чтобы найти достойного кандидата в его владельцы, «человека абсолютно честного и без страха». Хэл Джордан стал одним из основателей Лиги Справедливости Америки 2000-х годов, наряду с Джоном Стюартом, вторым действующим Зелёным Фонарём с Земли.
После возрождения Супермена и уничтожения Монгулом родного города Хэла Джордана — Кост-сити, Хэл сошёл с ума, обезумев от горя, уничтожил Корпус Зелёных Фонарей и Центральную Батарею Силы на планете Оа и стал злодеем по имени Параллакс. Параллакс был отправлен в заключение в Центральную Батарею Силы Стражами Вселенной много тысяч лет назад и являлся воплощением страха жёлтого спектра силы и причиной слабости зелёных колец к жёлтому цвету. В виде Параллакса Джордан творил зло в течение нескольких лет. Однако после того, как Земле угрожал Пожиратель Солнц, Хэл пожертвовал своей жизнью, чтобы спасти свою планету и возродить умирающую звезду. Впоследствии Джордан воскрес в виде духа искупления по имени Спектр.
Спектр, который стал связан с Хэлом, попытался окончательно освободить его от влияния Параллакса, но ему не удалось. В серии «Зелёный Фонарь: Возрождение» Параллаксу почти удалось взять контроль над Хэлом и Спектром вместе взятыми, но сильнейшим усилием воли Джордану удалось освободиться от Параллакса, восстановить свою душу и тело и вернуть себе зелёное кольцо. Вернувшись обновлённым, Хэл Джордан сумел освободить Кайла Райнера и Зелёную Стрелу из плена Синестро. После поражения Синестро Стражи Вселенной сочли, что Джордан самый достойный из всех и способен повести армию Зелёных Фонарей на борьбу с Параллаксом. Им удалось заточить его в Батарее Силы на Земле, тем самым очистив кольцо от жёлтой примеси в Батарее Силы на планете Оа, но при условии, что они обладают достаточной силой воли, чтобы противостоять внушаемому страху. Хэл Джордан вновь стал членом Лиги Справедливости, вместе с Джоном Стюартом, вторым Зелёным Фонарём, назначенным в сектор 2814. Официально Хэл Джордан именуется как Зелёный Фонарь сектора 2814.1.
После «Войны Корпуса Синестро» DC Comics сделала Хэла Джордана одним из главных персонажей кроссовер-серии «Темнейшая ночь» и следующей за ней «Светлейший день». Роль Хэла Джордана как Зелёного Фонаря в одноимённом полнометражном фильме 2011 года исполнил актёр Райан Рейнольдс. Фильм провалился в прокате и не был оценён критиками.

### Бронзовый век

#### Гай Гарднер
В конце 1960-х Гай Гарднер появился как второй, кто был выбран для замены Абин Сура, Зелёного Фонаря сектора 2814. Когда ему потребовалась замена, получить кольцо должен был Гарднер, но Джордан оказался ближе, и Гарднер автоматически стал «резервным» Фонарём для Джордана.
В начале его карьеры в качестве Зелёного Фонаря с Гаем произошла трагедия: заряд батареи взорвался ему в лицо, после чего он пробыл в коме несколько лет. Во время Кризиса на Бесконечных Землях, Стражи Вселенной разделились на две группы, одна из которых вернула Гарднера и сделала его своим сторонником. Из-за своего долгого пребывания в коме, он стал эмоционально неустойчив, но это не мешало ему доблестно сражаться и всецело отдаваться битве. Он претерпел множество изменений, включая переход на сторону Синестро и владение квардианским жёлтым кольцом его Корпуса, а также раскрытие своей вулдарианской сущности, а после возвращение в Корпус Зелёных Фонарей во время сюжетной линии «Зелёный Фонарь: Возрождение». Впоследствии он стал членом Почётного Караула Зелёных Фонарей — элитной группы Корпуса, получавшей особые задания, а также занимался тренировкой новобранцев Корпуса.
Гарднер участвовал в защите планеты Оа во время событий «Темнейшей ночи». В выпуске Green Lantern Corps #43 впадает в ярость после известия о том, что Кайл Райнер погиб, из-за чего становится Красным Фонарём.

#### Джон Стюарт
В начале 1970-х годов, молодой темнокожий архитектор Джон Стюарт был выбран, чтобы заменить находящегося в коме Гая Гарднера, в качестве резервного Зелёного Фонаря для Джордана. Когда Джордан покинул Корпус Зелёных Фонарей на длительное время, Стюарт служил постоянным Фонарём на тот период. После того, как Корпус был уничтожен Параллаксом, Стюарт присоединился к организации Даркстарс. Иногда он заменял Кайла Райнера на посту текущего Зелёного Фонаря, когда тот покидал Землю, и даже занимал его место в Лиге Справедливости. Ныне служит вместе с Джорданом в качестве одного из двух защитников сектора 2814, конкретно обозначен как Зелёный Фонарь сектора 2814.2.

### Современные Зелёные Фонари

#### Кайл Райнер
До того, как стать обладателем кольца, Кайл Райнер был свободным художником и фотографом. Он встретил последнего Стража Вселенной — Гансета, который вручил ему кольцо, сделанное из осколков кольца Хэла Джордана и Центральной Батареи Силы. Причины, по которым Гансет выбрал Райнера, долгое время оставались в тайне. Несмотря на недовольство, вызванное сюжетной линией «Изумрудные сумерки» и превращением Хэла Джордана в суперзлодея Параллакса, Кайл Райнер стал популярен среди читателей и среди поклонников Джордана. Он был в составе Лиги Справедливости Америки, был известен как Факельщик планеты Оа, а также дважды был связан с симбиотом Ионом — воплощением силы Корпуса Зелёных Фонарей. Именно Кайл ответственен за возрождение Стражей Вселенной и переформирование Корпуса, по-сути, восстановив всё, что Джордан уничтожил, будучи Параллаксом.
Кайл был выбран в качестве владельца последнего кольца, так как познал страх, и Параллакс был выпущен из Центральной Батареи Силы, и опыт Кайла помог ему противостоять Параллаксу. Гансет знал это и намеренно выбрал Кайла, хотя изначально считалось, что он вручил кольцо первому мужчине, которого встретил на Земле. С помощью Райнера Параллакс вернулся в заточение в Батарею во второй раз.
Когда Кайл стал Ионом, выяснилось, что это сущность — воплощение воли Корпуса Зелёных Фонарей, так же, как и Параллакс — страха Корпуса Синестро. На короткий срок, во время событий «Войны Корпуса Синестро», Синестро удалось похитить Кайла Райнера, отделить от него сущность Иона и позволить Параллаксу взять его под контроль. В выпуске Green Lantern (vol. 4) #24 Параллакса от Кайла отделяет Хэл Джордан, после чего его отправляют в ловушку четыре Зелёных Фонаря с Земли. Гансет предлагает Райнеру выбор — снова принять Иона или вернуться к службе в Корпусе Зелёных Фонарей. Кайл выбирает второе и снова становится Зелёным Фонарём с новым дизайном костюма с отличительной маской, закрывающей значительную часть лица.
В настоящее время он остаётся на службе в Корпусе и является его основной ударной силой вместе с группой ещё нескольких Фонарей, служит в составе Почётного Караула вместе со своим партнёром, Гаем Гарднером и официально именуется Зелёный Фонарь сектора 2814.4. Мантию Иона принял Содам Ят и появляется во время «Легиона трёх миров» в 31-м веке как единственный оставшийся в живых Зелёный Фонарь.
Смерть Кайла Райнера произошла в Green Lantern Corps #42 в январе 2010 года, когда он пожертвовал собой, чтобы спасти Оа от атаки Чёрных Фонарей. В следующем выпуске он возвращается к жизни благодаря тому, что сила Звёздного Сапфира спроецировала любовь Сораник Нату к Кайлу и вернула его к жизни.

### Другие персонажи, владевшие кольцом Зелёного Фонаря

#### Джейд
Дженнифер Линн-Хэйден, дочь первого Зелёного Фонаря Алана Скотта, обладает способностями её отца, которые отличаются от способностей всех последующих Фонарей. Она выбрала пойти по его стопам и стала супергероиней, известной как Джейд. Позже, после борьбы с силой Звёздного Сердца, источником её способностей, Джейд потеряла свою силу. После того, как она оказалась лишена сил, Кайл Райнер дал ей копию кольца Хэла Джордана, которое оставил у него Хэл Джордан из будущего. После того, как Райнер отправился на Оа в попытке переформировать Корпус, Джейд надела классический костюм Зелёных Фонарей и была защитницей Земли во время схватки с Фаталити. После, когда Кайл снова стал Ионом, он помог ей вернуть свои способности. Джейд погибла во время Бесконечного Кризиса, пытаясь остановить Александра Лютора-младшего от разделения Вселенной на две новых. Перед смертью она передала свои способности Звёздного Сердца Райнеру. После, во время «Темнейшей ночи», она воскресла в качестве зомби Чёрного Корпуса Фонарей, а во время «Светлейшего дня» была окончательно воскрешена Сущностью в числе Двенадцати Воскрешённых Корпуса Белых Фонарей.

## Силы и способности
У каждого Зелёного Фонаря есть Кольцо Силы, которое даёт владельцу много различных способностей и возможностей, ограничивающихся лишь силой воли и воображением. Слабость кольца силы заключается в том, что его нужно подпитывать каждые 24 часа от Батареи Фонаря, которая есть у каждого члена Корпуса Зелёных Фонарей. В 2006 году было опровергнуто, что Зелёного Фонаря можно победить жёлтым цветом — владелец Кольца силы не будет побеждён, он почувствует страх и должен будет преодолеть его, и тем самым, сможет влиять на жёлтые объекты (впрочем, некоторым из Зелёных Фонарей не удавалось справиться с этим). Кольца силы, которыми пользовались различные обладатели, проявляли следующие способности (но не ограничивались ими):
- Создание «твердной энергии» зелёного цвета, размеры которой варьируются от микроскопических до огромных и сложность ограничена лишь воображением обладателя кольца. Может использоваться для атаки, защиты или захвата цели:
  - Одно или несколько защитных силовых полей, которые позволяют владельцу дышать в вакууме. В отличие от первых историй, где Кольцо автоматически защищало своего владельца силовым полем, современная мифология Зелёного Фонаря допускает, что кольцо не может само защитить обладателя от вреда самостоятельно, а только по его воле;
  - Генерация психологической защиты от телепатического проникновения, чтения мыслей и гипноза обладателя Кольца силы;[9]
  - Невидимость;[10]
  - Создание светопучков различной интенсивности — от разрушительных до безвредных разноцветных огней;
- Возможности перемещения:
  - Полёт, в том числе на сверхзвуковых скоростях (тратит большую часть энергии кольца);
  - Почти мгновенное перемещение по галактике путём создания специальных порталов;
  - Телепортация (долгое время не использовалась, возможно, современные Зелёные Фонари её лишены);
  - Путешествия во времени, для чего необходимы несколько Колец силы.
- Использование в качестве компьютеров и каналов связи для передачи информации через Книгу Оа; кольца могут решать различные задачи, но не способны сами принимать решения, а подчиняются решениям владельца, к примеру:
  - Перевод на любой язык (первоначально, для этого нужно было решение владельца, но сейчас стало функцией самого Кольца);
  - Связи между носителями Колец силы, независимо от расстояния между ними;
  - Диагностические возможности, которые позволяют владельцу кольца видеть в рентген-лучах, диагностировать заболевания и выявлять инородные предметы внутри тел.
- Мысленные способности:
  - Телепатия;
  - Гипноз, включая последующее проецирование мысли на карту;
  - Создание и выброс отдельных видов излучения, радиации, а также имитация волн или веществ, к примеру, криптонита;
  - Введение в состояние анабиоза и вывод из него;[11]
- Изменение физического состояния:
  - Способность дать невидимость другим людям и объектам;
  - Способность проходить сквозь твердые объекты;
  - Ускоренное заживление ран, исцеление от вирусов, биологических атак, возможность проводить некоторые хирургические процедуры, например приращивание оторванных конечностей;
  - Способность чувствовать и выявлять опасные объекты, заставляя их светиться;
  - Способность изменять размеры молекулы живого существа, в том числе на атомном уровне, в результате чего можно уменьшать или увеличивать размеры существ, а также способность поворачивать вспять эволюционный процесс (к примеру, превращение человека в обезьяну) или же искажать размеры отдельных частей тел.

## Присяга Зелёного Фонаря
Каждый Зелёный Фонарь должен произнести присягу (клятву) тогда, когда он заряжает кольцо силы от фонаря. Первоначальная клятва Алана Скотта была довольно проста:

«…и должен я пролить мой свет на темное зло.
Ибо тьма не устоит перед светом,
Светом Зелёного Фонаря!»
Оригинальный текст (англ.)
«…and I shall shed my light over dark evil.
For the dark things cannot stand the light,
The light of the Green Lantern!»

— Алан Скотт
В середине 1940-х годов присяга была изменена и стала известной в эпоху Хэла Джордана и самой известной из существующих:

«Во тьме ночной, при свете дня,
Злу не укрыться от меня.
Те, злые мысли в ком царят,
Страшитесь Света Фонаря»!
Оригинальный текст (англ.)
«:In brightest day, in blackest night,
No evil shall escape my sight
Let those who worship evil's might,
Beware my power… Green Lantern's light!»
— Хэл Джордан
Писатель-фантаст Альфред Бестер, который написал несколько историй о Зелёном Фонаре в 1940 году, считается создателем этой присяги. Однако, в интервью в 1979 году на Всемирной Фантастической Конвеции в Брайтоне, Англия, Бестер заявил, что клятва «И в яркий день» уже была написана до того, как он приложил руку к созданию серии.
В докризисной версии (имеется в виду специальная серия комиксов DC Comics «Кризис на Бесконечных Землях»), Хэл Джордан создал присягу после того, как на его долю выпало несколько первых приключений, которые вдохновили его написать её.
В будущем многие Зелёные Фонари имели свои собственные клятвы. Например, в Swamp Thing # 61 Медфил произносил присягу, отличную от других, а подразделение Альфа Фонарей с момента своего создания пользовались другой присягой, нежели весь остальной Корпус.

## Вне комиксов
Как и многие герои DC Comics, Зелёный Фонарь появлялся не только в одноимённых сериях комиксов и в сериях в рамках Вселенной DC Universe, но и во множестве телесериалов, фильмов и видеоиграх и иных упоминаниях в СМИ.
- LEGO Batman 2: DC Super Heroes. Зелёный Фонарь является игровым персонажем. Озвучен Кэмом Кларком.
- LEGO Batman 3: Beyond Gotham. Зелёный Фонарь является одним из главных игровых персонажей.

## Критика и отзывы
- Зелёный Фонарь занял 7 в списке 100 лучших героев комиксов по версии IGN.